# Imerys Industrial Minerals Denmark
Imerys Industrial Minerals Denmark A/S er en dansk producent af moler og molerprodukter med hovedkvarter på Fur. Virksomheden har produktion på Fur og i Sejerslev på Mors. Siden 2022 er selskabet et datterselskab til Imerys. Oprindeligt blev virksomheden etableret som Dansk Molerindustri i 1942, senere kendt Damolin. Molerprodukterne benyttes i dyrefoder, kattegrus og til havebrug. I 2023 havde selskabet 97 ansatte i Danmark.